# Kasuarfåglar
Kasuarfåglar (Casuariformes) är en ordning stora flygoförmögna fåglar som tidigare placerades i ordningen strutsfåglar. Precis som strutsarna saknar kasuarfåglarna bröstbenskam och deras fjädrar saknar hakar på bistrålarna vilket gör fjäderdräkten mjuk och fjädrarna kan inte bilda ett lufttät plan.

## Systematik
Tidigare fördes kasuarfåglarna till ordningen strutsfåglar (Struthioniformes), tillsammans med bland annat nandufåglarna och kivifåglar. Samtida genetiska studier visar dock att tinamofåglar placeras som systergrupp till kasuarer, emuer och kivier. Utvecklingslinjerna är relativt gamla, varför kasuarfåglar, nandufåglar och kivifåglar urskilts som egna ordningar. Ordningen omfattar endast en nu levande familj, kasuarer (Casuariidae). Tidigare urskildes den australiska emun i en egen familj, Dromaiidae, men inkluderas i kasuarerna efter studier som visar att de är närbesläktade.